# Кустов, Алексей Фёдорович
Алексей Фёдорович Кустов (17 декабря 1905 — 8 декабря 1962) — советский военачальник, генерал-майор (1944), командир 380-й стрелковой дивизии (1943—1945), участник Советско-финской и Великой Отечественной войны, Командор Ордена Британской Империи (1944).

## Биография
Алексей Фёдорович Кустов родился в декабре 1905 года в деревне Усадище Псковского уезда, ныне сельского поселения «Палкинская волость», Палкинский район, Псковская область Россия) в крестьянской семье. Вместе с тремя братьями с детства работал, а в 12 лет был отдан в ученики к портному. С 14 лет, по воспоминаниям его дочери, «он уже шил верхнюю одежду для крестьян всей округи».

### Военная служба
15 ноября 1927 года призван в РККА и направлен в 167-й стрелковый полк 56-й стрелковой дивизии ЛВО в город Псков, после окончания полковой школы с октября 1928 года служил там же младшим командиром и старшиной. С ноября 1930 года в том же полку временно командовал хозяйственной и стрелковой ротами. Член ВКП(б) с 1930 года. После окончания курсов «Выстрел» с марта 1933 года — командовал учебным взводом, а с июня 1935 года — учебной ротой.
16 августа 1936 года Постановлением ЦИК и СНК СССР за отличные показатели в боевой и политической подготовке он был награждён своей первой наградой — орденом Красной Звезды.
В сентябре 1937 года поступил в Военную академию имени М. В. Фрунзе, как отличник учёбы, был выпущен досрочно и направлен в действующую армию на финскую войну. В марте 1940 года, по окончании войны назначен помощником начальника 1-го (оперативного) отдела штаба 65-го стрелкового корпуса. В июне переведён на должность начальника 1-го (оперативного) отделения штаба прежней 56-й стрелковой дивизии, входившей в это время в состав ЗапОВО и дислоцировавшейся в город Гродно.

### Великая Отечественная война
В начале войны дивизия в составе 4-го стрелкового корпуса 3-й армии Западного фронта вела тяжёлые оборонительные бои в районе Гродно, Лида, Новогрудок. С 30 июня она находилась в окружении, где фактически была разгромлена. После выхода из окружения в августе А. Ф. Кустов был назначен на ту же должность в 137-ю стрелковую дивизию. Её части в это время в составе 13-й армии вели тяжёлые бои на шоссе Кричев — Рославль, обеспечивая отход войск армии на новый рубеж. В районе г. Сураж дивизия попала в окружение и с 18 по 25 августа пробивалась на соединение к своим войскам, затем была сосредоточена в лесах юго-восточнее Трубчевска. После пополнения с 1 сентября 1941 г. она была подчинена 3-й армии Брянского фронта и в её составе приняла участие в Орловско-Брянской оборонительной операции и в оборонительных операциях битвы под Москвой на тульском направлении (с 11 ноября в составе Юго-Западного, с 24 декабря — Брянского фронтов).
С 13 по 20 ноября 1941 года в должности начальника 1-го отдела штаба 137-й стрелковой дивизии майор Кустов находился непосредственно в войсках 771-го стрелкового полка на рубеже в деревень Верхний Изрог — Яблоново (Каменского района Тульской области), умело оказывал влияние на ход боя, помогая командирам всех степеней управлять боем. В момент прорыва противника в районе деревни Медведки Кустов был послан для организации контратаки, имея при себе оперативные документы; несмотря на то, что противник был в 10 метрах от него и пытался захватить его в плен, под сильным огнём Кустов сумел сохранить документы и выполнить поставленную задачу. Командиром 137-й сд полковником Гришиным был представлен к ордену Красной Звезды, командующий 3-й армией Герой Советского Союза генерал-майор Крейзер повысил награду до ордена Красного Знамени, но Приказом по войскам Брянского фронта № 11/Н от 31.01.1942 майор Кустов награждён медалью «За отвагу».
В декабре 1941 года с дивизией участвовал в Елецкой наступательной операции, а с февраля 1942 года исполнял должность начальника штаба этой же дивизии. В июне назначен начальником оперативного отдела штаба 3-й армии.
5 марта 1943 года врио командира 20 тк полковник Д. М. Гриценко подписал приказ № 014 о переформировании 116 оморсбр на штат № 010/420-010/431 отдельной мотострелковой бригады. 24 марта 1943 года командир 20 тк полковник Н. А. Юплин подписал приказ № 037 о вступлении в должность командира 116-я морской стрелковой бригады подполковника Кустова Алексея Фёдоровича. 28 марта 1943 года части и подразделения бригады вышли в резерв войск Брянского фронта и вместе с другими частями 20 тк вошли в состав Верховьевского гарнизона. 31 марта 1943 года командиру бригады А. Ф. Кустову присвоено воинское звание полковник. В середине апреля командир бригады полковник А. Ф. Кустов написал ходатайство на имя командира 20 тк Н. А. Юплина о присвоении бригаде почётного наименования «Тихоокеанская» в целях продолжения традиций моряков-тихоокеанцев и отдания долга памяти перед погибшими товарищами, но последующее расформирование бригады не позволило этому воплотиться.
24 июня 1943 года в самый разгар подготовки к Курской битве Кустов назначен командиром 380-й стрелковой дивизии. С 12 по 17 июля 1943 года в ходе Орловской наступательной операции 380-я стрелковая дивизия под командованием полковника Кустова прорвала сильно укреплённый рубеж противника в районе Вяжи Новосильского района Орловской области и в результате наступления заняла свыше 20 населённых пунктов, уничтожила более 4000 и захватила в плен 74 немецких солдат и офицеров. Также было захвачено 30 орудий разных калибров, 13 самоходных пушек, 24 миномёта, 492 автомашины, 7 тягачей, 57 мотоциклов, 12 лошадей, большое количество боеприпасов и другого имущества. В этих боях Кустов был ранен. Командующий 3-й армией генерал-лейтенантом Горбатов представил комдива Кустова к ордену Суворова II степени, однако приказом по войскам Брянского фронта № 55/Н от 27.07.1943 года полковник Кустов был награждён орденом Красного Знамени.
По орловской земле его дивизия прошла через Орёл от деревни Вяжи Новосильского района. Бойцы его 380-й стрелковой дивизии, разведчики В. И. Образцов и И. Д. Санько, в 2 часа 30 минут 5 августа 1943 г. водрузили флаг освобождения над домом № 11 (13) по ул. Московской города Орла. Только за 26 дней боёв на орловской земле 2198 бойцов и командиров 380-й дивизии А. Ф. Кустова были награждены орденами и медалями. В честь героев 380-й стрелковой дивизии, а также бойцов 5-й, 129-й, 308-й стрелковых дивизий и поддерживавших их танковых соединений 5 августа 1943 г. столица салютовала 12 артиллерийскими залпами из 120 орудий.
В ознаменование одержанной победы и освобождения города Орла от гитлеровцев трём дивизиям, в числе которых была и 380-я, Приказом Верховного Главнокомандующего от 5 августа 1943 года было присвоено наименование «Орловских». После завершения Орловской наступательной операции «Кутузов» путь дивизии лежал дальше на запад.
С 7 августа 1943 года 380 сд находилась в обороне западнее Орла, затем с 8 сентября передана в состав 50-й армии под командованием генерал-лейтенанта Болдина для прорыва в числе войск армии обороны противника в районе города Киров (Калужская область). В ходе Брянской наступательной операции умело подготовив дивизию к выполнению поставленной перед ней задачи, Кустов в начале наступления успешно её выполнил. В дальнейшем, при развитии наступательных операций, с большой инициативой и настойчивостью приводил в жизнь решения командующего армией. В наступательных боях в условиях лесисто-болотистой местности отлично организовал их и руководил ими. В продолжение всей наступательной операции с сентября по декабрь 1943 года дивизия, вместе с войсками 50-й армии нанесла большой урон в живой силе и технике противника и вышла на западный берег реки Проня. В ходе этой операции частями дивизии были форсированны реки Десна, Ипуть, Сож, Проня. В феврале 1944 года полковник Кустов в числе других дивизий 50-й армии форсировал реку Днепр и участвовал в успешных боях по расширению плацдарма на западном берегу Днепра в районе Н. Быхов.
За отличное руководство частями 380-й стрелковой дивизии в наступательных операциях 1943—1944 годов, за личное мужество, проявленное в боевой обстановке, Кустов был награждён орденом Красного Знамени отдельным приказом по войскам 2-го Белорусского фронта № 058 от 19.06.1944, подписанным генералами Захаровым и Мехлисом.
3 июня 1944 года Кустову присвоено воинское звание генерал-майор.
В июле 1944 года, готовясь к прорыву обороны противника на реке Свилочь, Кустов, самоотверженно работая, правильно организовал взаимодействие частей дивизии и приданных ей средств, правильно расставил артиллерию, организовал связь для взаимодействия с соседними частями. Тщательно изучив дислокацию вражеских войск, правильно выбрал направление главного удара, смело и дерзко начал бой с яростно обороняющимся противником. Лично находясь в передовых подразделениях на главном направлении удара, проявил бесстрашие, смело влиял на ход боя, твёрдо и умело управлял 380-й стрелковой дивизией. В результате боя противник был выбит с занимаемого рубежа и за двое суток отброшен на 25 километров на запад. После прорыва организовал преследование противника и успешно провёл дивизию на рубеж Чупрыново-Кузницы. И только через год за личное мужество, умелую организацию боя по прорыву обороны и форсированию водного рубежа Указом Президиума Верховного Совета СССР от 26.07.1945 генерал-майор Кустов был награждён орденом Суворова II степени.
В конце 1944 года за 17 лет безупречной службы в рядах Советской (Рабоче-Крестьянской Красной) Армии был награждён вторым орденом Красной Звезды.
15 января 1945 года в ходе Млавско-Эльбингской наступательной операции севернее города Рожан, умело командуя вверенной ему 380-й стрелковой дивизией, прорвал сильно укреплённую полосу обороны противника и за шесть дней боёв, преодолевая промежуточные рубежи обороны противника на сильно пересечённой лесисто болотистой местности, продвинулся в глубину вражеской обороны на 36 километров, чем обеспечил успешное и быстрое продвижение другим соединениям 121-го стрелкового корпуса к границе с Восточной Пруссией. В этих боях дивизия уничтожила 1150 немецких солдат и офицеров, 32 пулемёта, 7 орудий, 6 танков, захвачено в плен 70 вражеских солдат и офицеров. В этих боях Кустов был тяжело ранен, долго лежал в госпитале, перенёс несколько операций, ему была ампутирована нога.
Указом Президиума Верховного Совета СССР от 10.04.1945 генерал-майор Кустов был награждён орденом орденом Кутузова II степени.
За четыре года войны А. Ф. Кустов потерял на фронтах трёх братьев, сам был пять раз ранен.
Бывший политработник 380-й СД, полковник в отставке Ю. З. Валит в своей книге так рассказывал о своём командире: 

«Высокого роста, крепкого телосложения, лицо смуглое, взгляд открытый. Всегда подтянутый и опрятный. Он прекрасно знал военное дело, и все сразу почувствовали в нём опытного, зрелого, требовательного командира. Полковник Кустов много времени проводил в батальонах, ротах, проверял всё до мелочей. Учил людей воевать, по-отечески заботился о них, не упускал ни малейшей возможности откровенно, душевно поговорить с солдатом. Его знал каждый боец, и он знал, можно сказать, всех. Память на людей у него была замечательная. И все люди полюбили его, поверили своему командиру». — Валит Ю. З. Алтай — Орёл — Мекленбург. — Барнаул, 1977.

Могила Кустова на Востряковском кладбище Москвы.

### Послевоенное время
После войны до декабря 1945 года продолжал лечиться в госпитале и в санатории «Архангельское», затем был назначен начальником Черниговского военного пехотного училища.
С июля 1946 года командовал 4-й отдельной гвардейской стрелковой Прилукской ордена Ленина Краснознамённой ордена Богдана Хмельницкого бригадой КВО.
С марта 1947 года назначен начальником 4-го отдела Управления боевой подготовки стрелковых войск, а с мая 1948 года исполнял должность начальника 6-го отдела Управления боевой подготовки Сухопутных войск.
В августе 1950 года переведён в Центральный комитет Всесоюзного совета ДОСАРМ начальником Управления военной подготовки.
19 мая 1959 года генерал-майор Кустов уволен в отставку по болезни, проживал в Москве.
Умер 8 декабря 1962 года.  Похоронен на Востряковском кладбище в Москве.

## Награды
Ордена СССР
- орден Ленина (1952[3])
- три ордена Красного Знамени (27.07.1943, 19.06.1944, 1947[3])
- орден Суворова II степени (26.07.1945)
- орден Кутузова II степени (10.04.1945)
- два ордена Красной Звезды (16.08.1938, 03.11.1944[3])

Медали СССР в т.ч
- «За отвагу» (31.01.1942)
- «За оборону Москвы»
- «За Победу над Германией в Великой Отечественной войне 1941—1945 гг.»

Приказы (благодарности) Верховного Главнокомандующего, в которых отмечены Кустов А.Ф и 380-я СД под его командованием.
- За освобождение города Орел. 5 августа 1943 года № 2
- За форсирование реки Днепр и за освобождение крупного областного центра Белоруссии города Могилёв — оперативно важного узла обороны немцев на минском направлении, а также за овладение городами Шклов и Быхов. 28 июня 1944 года № 122
- За освобождение города и крепости Ломжа — важного опорного пункта обороны немцев на реке Нарев. 13 сентября 1944 года № 186

Иностранные награды
- Почётный командор ордена Британской империи, CBE (Великобритания) (1944)[5].

## Память
Решением исполнительного комитета городского Совета депутатов трудящихся города Орла № 862 от 30 ноября 1963 года, 2-я Силикатная улица, расположенная в Северном районе города, переименована в улицу Кустова.